# Pasquale Malaspina
Pasquale Malaspina (Fosdinovo, 27 gennaio 1622 – Fosdinovo, 8 novembre 1669) è stato un nobile italiano. Figlio di Giacomo II Malaspina, fu il dodicesimo marchese di Fosdinovo.

## Biografia
Pasquale Malaspina era il figlio primogenito del marchese di Fosdinovo Giacomo II Malaspina (1610-1663).
Pasquale regnò per pochi anni, visto che la morte lo colse nel 1669, ma in pochi anni segnò la storia di Fosdinovo. Nel 1666 portò a termine la facciata dell'Oratorio dei Bianchi in marmo di Carrara. Sempre nello stesso anno (il 10 aprile) riuscì a farsi concedere dall'imperatore Leopoldo I d'Asburgo il diritto di battere moneta, che si tradusse in realtà a partire dal 1668 con la costruzione in Via Papiriana 19 dell'edificio della Zecca, con direttore il genovese Tommaso Grandi e con incisore il francese Louis Barbieri, poi sostituito da Monsù Gagliardo. La Zecca dei Malaspina di Fosdinovo è stata l'ultima zecca a iniziare a battere moneta in Toscana, dopo quelle di Lucca, Pisa, Firenze, Siena, Volterra, Arezzo e Massa. Rimase aperta e funzionante fino al 1677, producendo testoni e luigini d'argento, ma anche di altri materiali, tra cui l'oro e altre leghe di più basso valore. Quando nel 1668 l'edificio fu completato, sulla facciata fu posta una lapide, da tempo scomparsa, con la seguente epigrafe: Ab Ottone II / Monetas cucendi olim facultate concessa / nuperque a Leopoldo I Imperator / perpetuo renovata / Paschalis Malaspina Fosdenovi Marc. Imp. commiss. / Officinam hanc monetariam a fundamentalis erexit / A.D. MDCLXVIII ("Per facoltà di battere moneta da Ottone II un tempo concessa e nuovamente rinnovata in perpetuo dall'Imperatore Leopoldo I, Pasquale Malaspina, marchese di Fosdinovo, commissario imperiale, eresse dalle fondamenta questa officina monetaria. Anno del Signore 1668"). Oltre a Fosdinovo, il Marchese aprì una seconda zecca anche a Ponzanello.
Con questa concessione, Leopoldo sembrò dare conferma del pensiero di Pasquale (esposto nella "Breve Informatione" allegata alla richiesta del privilegio), che considerava il feudo di Fosdinovo come il principale di tutta la casa Malaspina, sia per questioni demografiche che per la posizione geografica, e dunque il marchese di Fosdinovo il Primo della famiglia, col privilegio di legittimare figli naturali e nominare notai e dottori.

## Discendenza
Pasquale Malaspina sposò Maria Maddalena Centurione, dalla quale ebbe due figlie:
- Maria (13 marzo 1668 - 15 dicembre 1682)
- Vittoria (18 marzo 1669 - ?), monaca

Alla sua morte, il Marchesato di Fosdinovo passò nelle mani del fratello Ippolito Malaspina.